# Igor Vlahović
Igor Vlahović (Zagreb, 1965.), hrvatski geolog, redovni član HAZU od 2016. godine.

## Životopis
Rođen je 1965. godine u Zagrebu, gdje je doktorirao na Rudarsko--geološko-naftnom fakultetu 1999. godine. U razdoblju 1990. – 2006. godine bio je zaposlen na Institutu za geološka istraživanja u Zagrebu, a od 2006. zaposlen je na Rudarsko-geološko--naftnom fakultetu Sveučilišta u Zagrebu, gdje je od 2012. godine redoviti profesor. Vodio je jedan projekt, a kao suradnik i konzultant sudjelovao je na pet projekata koje je financiralo Ministarstvo znanosti, obrazovanja i sporta, sudjelovao je na jednom projektu koji je financirala Nacionalna zaklada za znanost, visoko školstvo i tehnologijski razvoj Republike Hrvatske, a trenutno je istraživač na dva istraživačka projekta koja financira Hrvatska zaklada za znanost u razdoblju 2015. – 2019. Bio je voditelj hrvatskih istraživačkih timova na četiri međunarodna znanstvena projekta, član organizacijskih odbora tri domaća znanstvena skupa s međunarodnim sudjelovanjem i pet međunarodnih znanstvenih skupova te član znanstvenih odbora tri domaća znanstvena skupa s međunarodnim sudjelovanjem i tri međunarodna znanstvena skupa. Održao je dva gostujuća predavanja na sveučilištima u Poljskoj, tri u Sjedinjenim Američkim Državama i jedno u Austriji.Među ukupno više od 170 publiciranih bibliografskih jedinica ističu se radovi vezani za paleogeografiju i evoluciju Jadranske karbonatne platforme (JKP) i Krških Dinarida u cjelini, a osobito rad u časopisu Palaeo 3 koji je ukupno najcitiraniji rad o JKP-u u bazama WoS i Scopus te 7., odnosno 8., najcitiraniji rad o Dinaridima u tim bazama (ujedno i najcitiraniji rad o Dinaridima hrvatskih autora). Ukupno je u bazi WoS citiran oko 600 puta (h-faktor 13), a u bazi Scopus oko 700 puta (h-faktor 15). Recenzirao je znanstvene članke za osam znanstvenih časopisa, uredio dvadesetak knjiga i bio urednik i član uredništava časopisa Geologia Croatica, European Science Editing (Velika Britanija) i Journal of Alpine Geology (Austrija). U časopisu Palaios (SAD) obnaša dužnost urednika (Associate Editora) od 2006. godine.Održao je brojna popularno-znanstvena predavanja u osnovnim i srednjim školama, aktivno je više puta sudjelovao na Znanstvenom pikniku i Noći muzeja, održao je više predavanja u Hrvatskom geološkom društvu i Slovenskom geološkom društvu, sudjelovao je u snimanju popularnoznanstvenih filmova, izradi stalnoga geološkog postava muzeja, poučnih geoloških staza i dr.U razdoblju 2009. – 2013. godine obnašao je dužnost prodekana za znanost i međunarodnu suradnju Rudarsko-geološko-naftnog fakulteta, voditelja doktorskog studija i zamjenika člana Vijeća područja za prirodne znanosti Sveučilišta u Zagrebu, a 2011. – 2014. godine bio je član Odbora za doktorske programe Sveučilišta u Zagrebu. Trenutno je potpredsjednik Hrvatskoga geološkog društva.Za člana suradnika u Razredu za prirodne znanosti Hrvatske akademije znanosti i umjetnosti izabran je 2006. godine.